# Comuna Șipca, Stînga Nistrului
Comuna Șipca este o comună din Unitățile Administrativ-Teritoriale din Stînga Nistrului, Republica Moldova. Este formată din satele Șipca (sat-reședință) și Vesioloe.
Conform recensământului din anul 2004, populația localității era de 2.293 locuitori, dintre care 662 (28.87%) moldoveni (români), 1.479 (64.5%) ucraineni si 118 (5.14%) ruși.